# 三田市
三田市（日语：／ Sanda shi */?）是位於日本兵庫縣東南部，六甲山地北側的城市；是知名的擁有豐富自然景觀的田園都市，1980年代起，由於JR福知山線完成複線鐵路的建設，提高了交通的運量，帶動本地成為大阪、神戶地區的衛星城市，並規劃北攝三田新市鎮興建大量的住宅區，在1987年至1996年的連續10年間曾是全日本人口成長率第一的行政區劃。

## 人口
| 三田市人口分布圖 |                                               |  |
| 三田市與日本全國年齡別人口分布比較圖 （2005年資料） | 三田市的年齡、男女別人口分布圖 （2005年資料） |  |
| ■紫色是三田市 ■綠色是全国 | ■藍色是男性 ■紅色是女性                       |  |
| 三田市人口變化 \| 1970年 \| 33,090人 \| \| \| 1975年 \| 35,261人 \| \| \| 1980年 \| 36,529人 \| \| \| 1985年 \| 40,716人 \| \| \| 1990年 \| 64,560人 \| \| \| 1995年 \| 96,279人 \| \| \| 2000年 \| 111,737人 \| \| \| 2005年 \| 113,572人 \| \| \| 2010年 \| 114,216人 \| \| \| 2015年 \| 112,691人 \| \| \| 2020年 \| 109,238人 \| \| |                                               |  |
| 資料來源：日本總務省統計中心提供之人口普查數據 |                                               |  |
| 1970年 | 33,090人                                      |  |
| 1975年 | 35,261人                                      |  |
| 1980年 | 36,529人                                      |  |
| 1985年 | 40,716人                                      |  |
| 1990年 | 64,560人                                      |  |
| 1995年 | 96,279人                                      |  |
| 2000年 | 111,737人                                     |  |
| 2005年 | 113,572人                                     |  |
| 2010年 | 114,216人                                     |  |
| 2015年 | 112,691人                                     |  |
| 2020年 | 109,238人                                     |  |

## 歷史
在7世紀以前，現在的三田地區和三輪地區附近屬於日本最古老的神社大和國一宮大神神社的莊園，由松山氏管理，因此通稱為「松山之庄」。
7世紀時，在現在的屋敷町周圍建立了金心寺，此地區開始以門前町的形式發展，而這個地區也開始出現「三田」的名稱。
室町時代後，播磨國守護赤松則村的四男赤松氏範治理有馬郡此地時，便此此地為根據地，而其子孫後來改稱為攝津有馬，在此興建了三田城，此地改以城下町的形式發展。戰國時代末期至江戶時代初期期間，先後成為荒木村重、池田氏、三好信吉、山崎家盛、有馬重則、松平重直的領地。
1633年起，三田藩由九鬼氏入主直到約240年後的幕府結束。1870年廢藩置縣後，一度隸屬三田縣，旋即又被整併入兵庫縣。
1889年日本實施町村制，設立三田町，隸屬有馬郡；1943年，西側的貴志村被廢除，部分區域被併入三田町。1956年起，三輪町、廣野村、小野村、高平村、相野町先後與三田町合併；1958年，三田町升格為三田市。

### 變遷表
| 1889年4月1日 | 1889年-1926年 | 1926年-1944年             | 1944年-1954年       | 1954年-1989年        | 1954年-1989年            | 1954年-1989年       | 1989年-現在         | 現在                |
| ------------ | ------------- | ------------------------- | ------------------- | -------------------- | ------------------------ | ------------------- | ------------------- | ------------------- |
| 高平村       | 高平村        | 高平村                    | 高平村              | 1956年9月30日 三田町 | 1956年9月30日 三田町     | 1958年7月1日 三田市 | 1958年7月1日 三田市 | 1958年7月1日 三田市 |
| 三田町       | 三田町        | 三田町                    | 三田町              | 1956年9月30日 三田町 | 1956年9月30日 三田町     | 1958年7月1日 三田市 | 1958年7月1日 三田市 | 1958年7月1日 三田市 |
| 貴志村       | 貴志村        | 1943年12月20日 併入三田町 | 三田町              | 1956年9月30日 三田町 | 1956年9月30日 三田町     | 1958年7月1日 三田市 | 1958年7月1日 三田市 | 1958年7月1日 三田市 |
| 貴志村       | 貴志村        | 1943年12月20日 廣野村     |                     | 1956年9月30日 三田町 | 1956年9月30日 三田町     | 1958年7月1日 三田市 | 1958年7月1日 三田市 | 1958年7月1日 三田市 |
| 中野村       |               |                           |                     | 1956年9月30日 三田町 | 1956年9月30日 三田町     | 1958年7月1日 三田市 | 1958年7月1日 三田市 | 1958年7月1日 三田市 |
| 三輪村       | 三輪村        | 1927年4月1日 三輪町       | 1927年4月1日 三輪町 | 1956年9月30日 三田町 | 1956年9月30日 三田町     | 1958年7月1日 三田市 | 1958年7月1日 三田市 | 1958年7月1日 三田市 |
| 小野村       |               |                           |                     | 1956年9月30日 三田町 | 1956年9月30日 三田町     | 1958年7月1日 三田市 | 1958年7月1日 三田市 | 1958年7月1日 三田市 |
| 藍村         | 藍村          | 藍村                      | 藍村                | 1956年3月31 相野町   | 1957年7月18日 併入三田町 | 1958年7月1日 三田市 | 1958年7月1日 三田市 | 1958年7月1日 三田市 |
| 本村         |               |                           |                     | 1956年3月31 相野町   | 1957年7月18日 併入三田町 | 1958年7月1日 三田市 | 1958年7月1日 三田市 | 1958年7月1日 三田市 |

## 交通

### 鐵路
- 西日本旅客鐵道（JR西日本）
  - 福知山線（JR寶塚線）：（←神戶市） - 三田車站 - 新三田車站 - 廣野車站 - 相野車站 - 藍本車站 - （丹波篠山市→）
- 神戶電鐵
  - 三田線：（神戶市） - 橫山車站 - 三田本町車站 - 三田車站
  - 公園都市線：橫山車站 - （神戶市） -  花城車站 - 南木城車站 - 木城中央車站

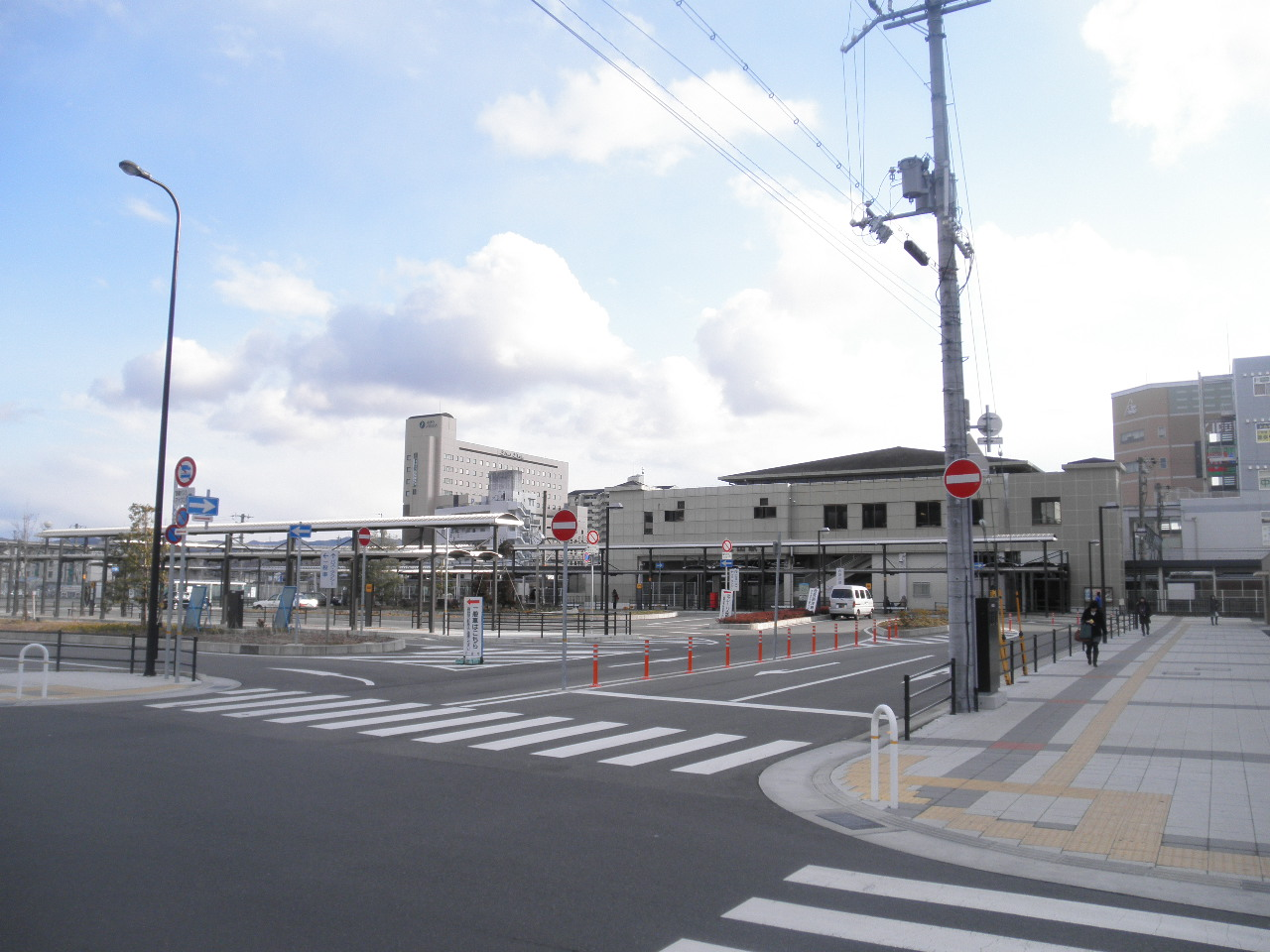
三田車站
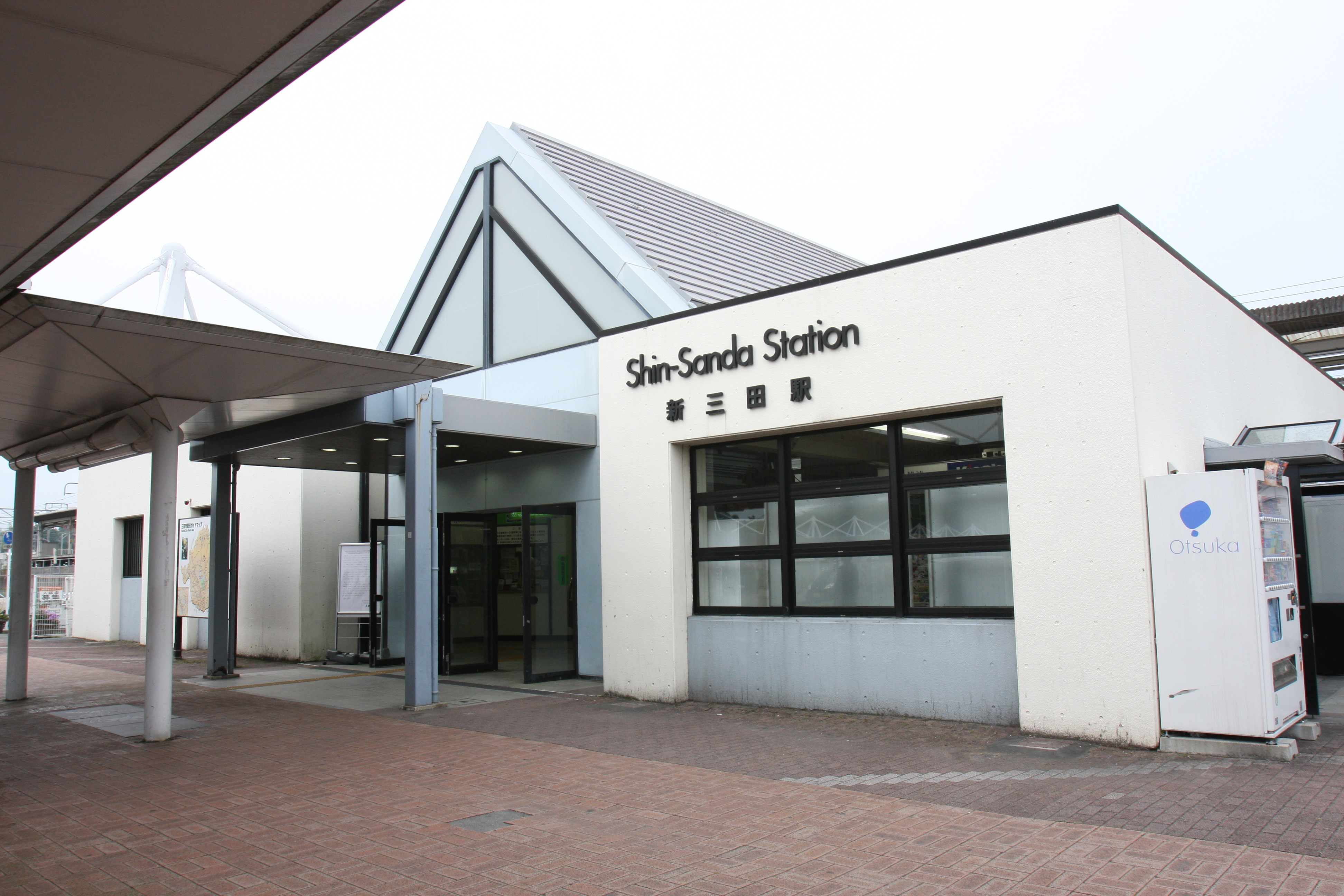
新三田車站
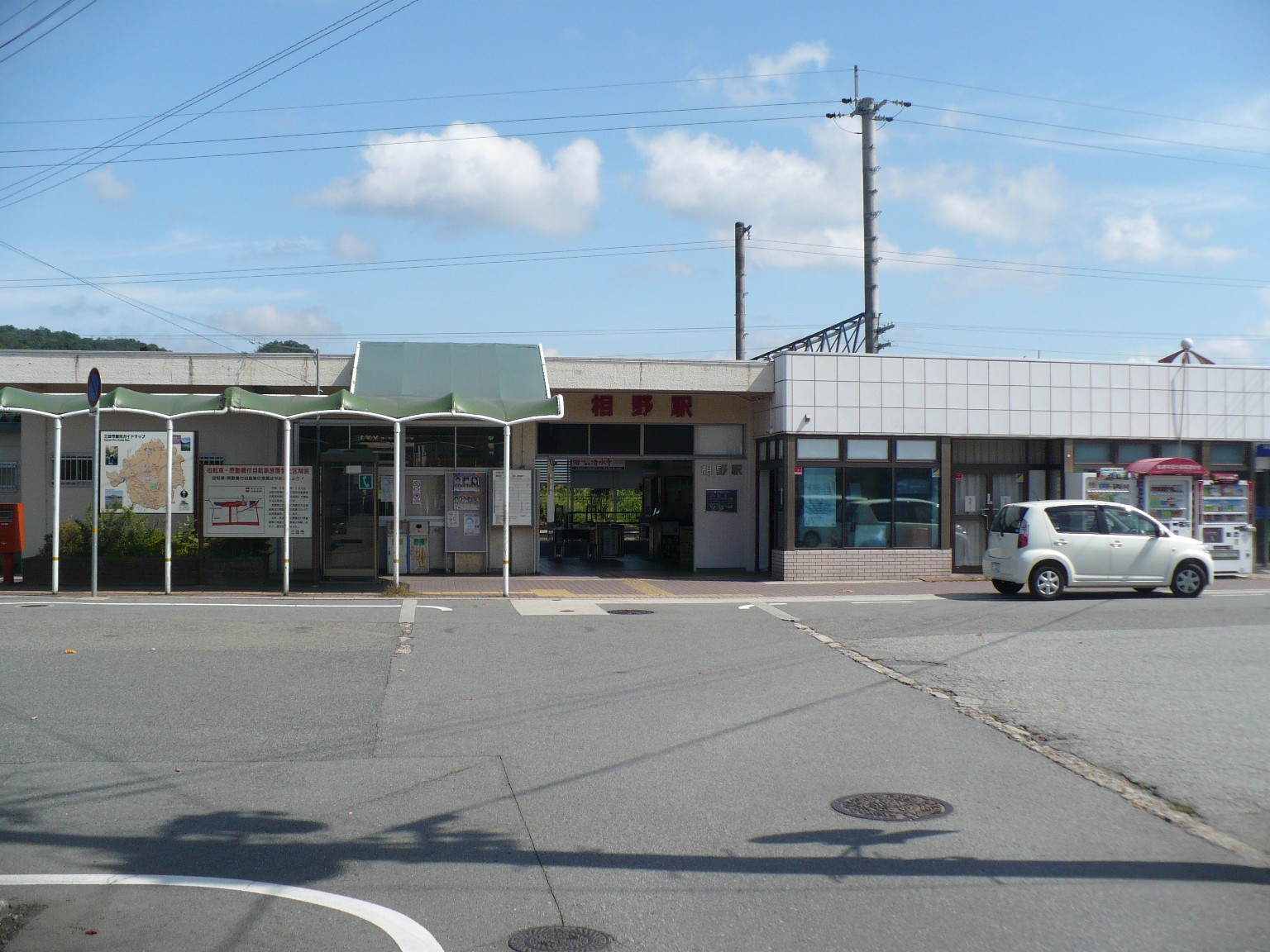
相野車站
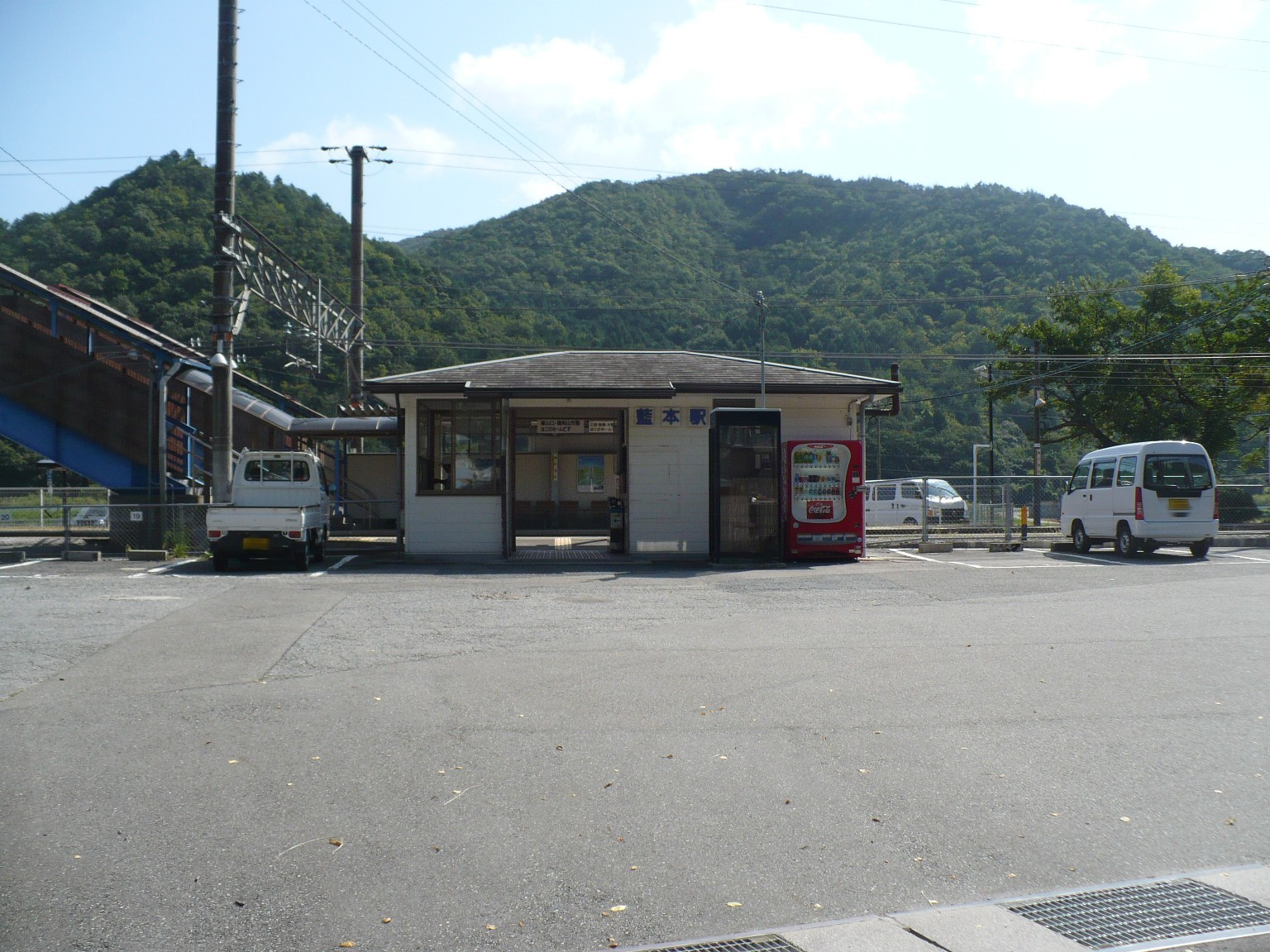
藍本車站
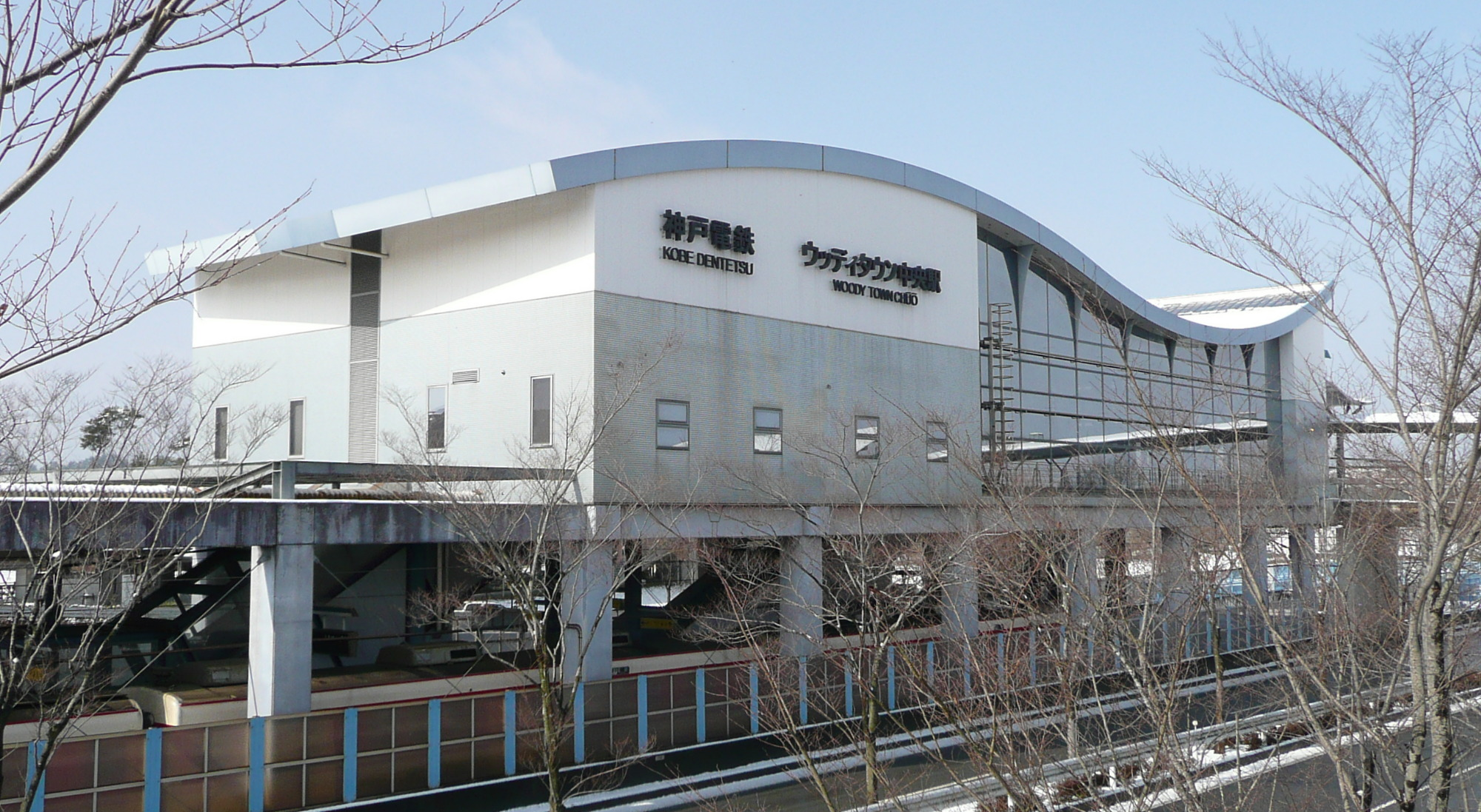
木城中央車站

### 公路
高速道路
- 舞鶴若狹自動車道：（神戶市） - 三田西交流道 - （篠山市）
- 中國自動車道：未通過轄區內，由南側神戶市境內通過，距離最近的交流道市神戶三田交流道

國道
- 國道176號（日语：国道176号）

## 觀光資源

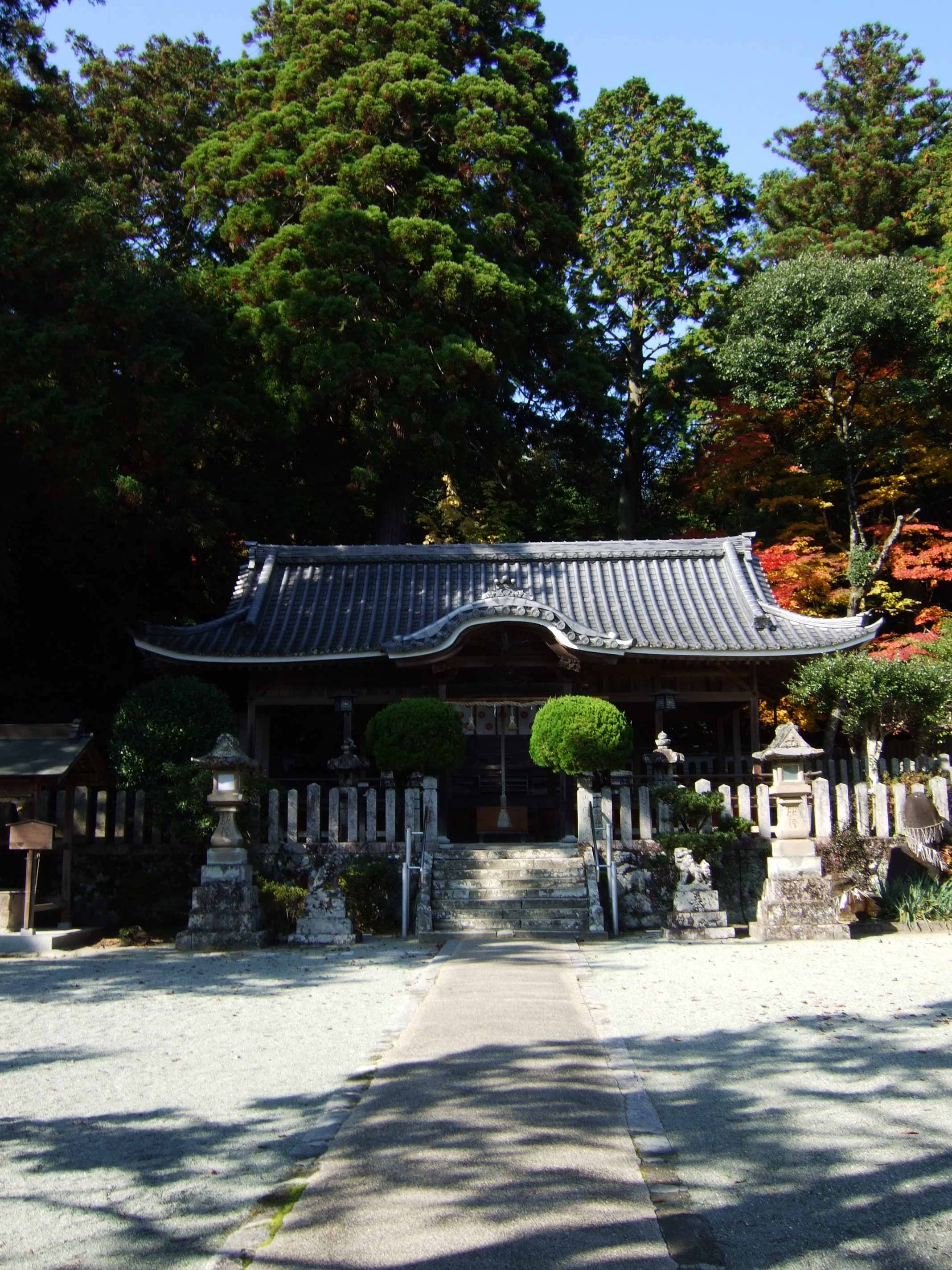
御霊神社

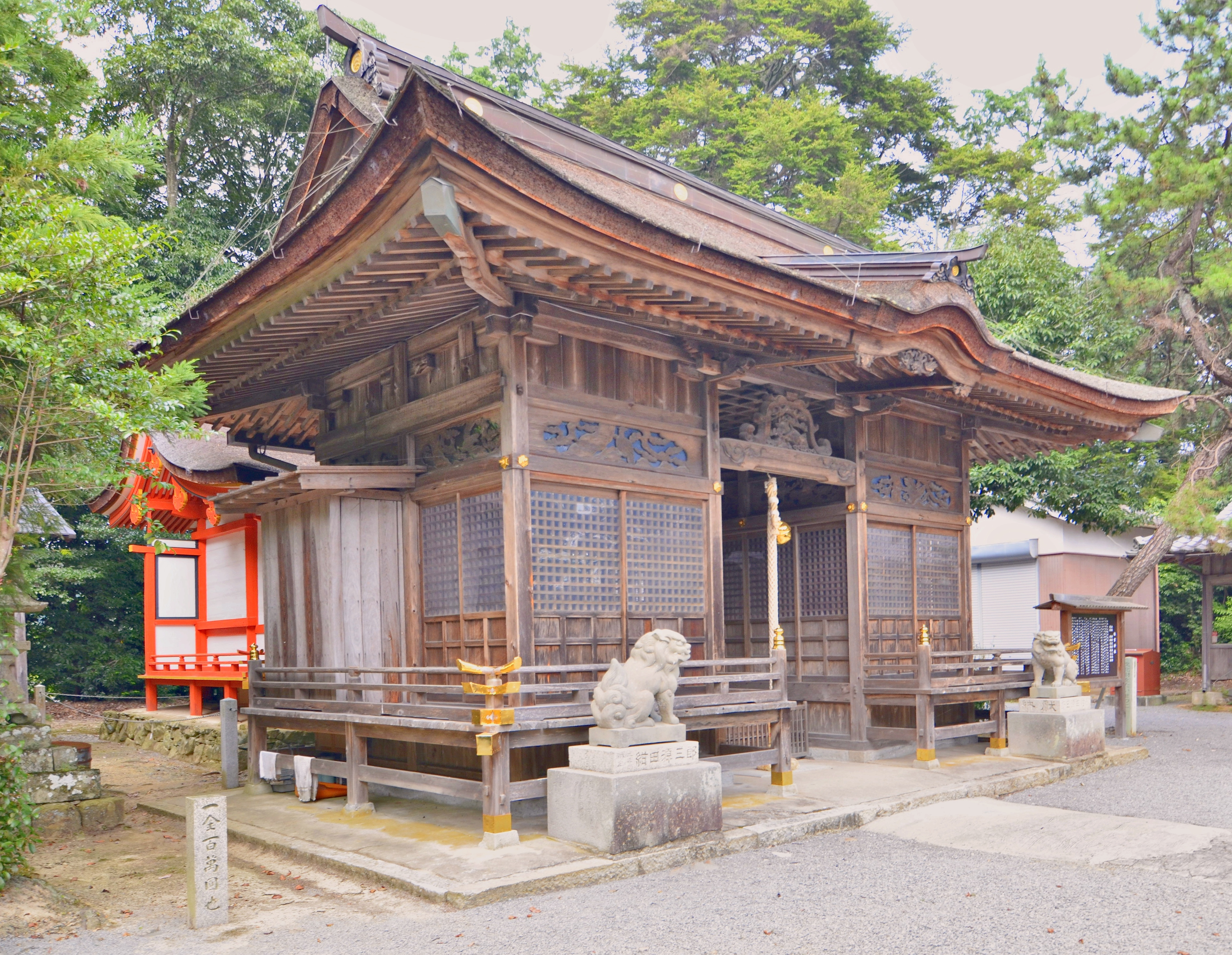
住吉神社

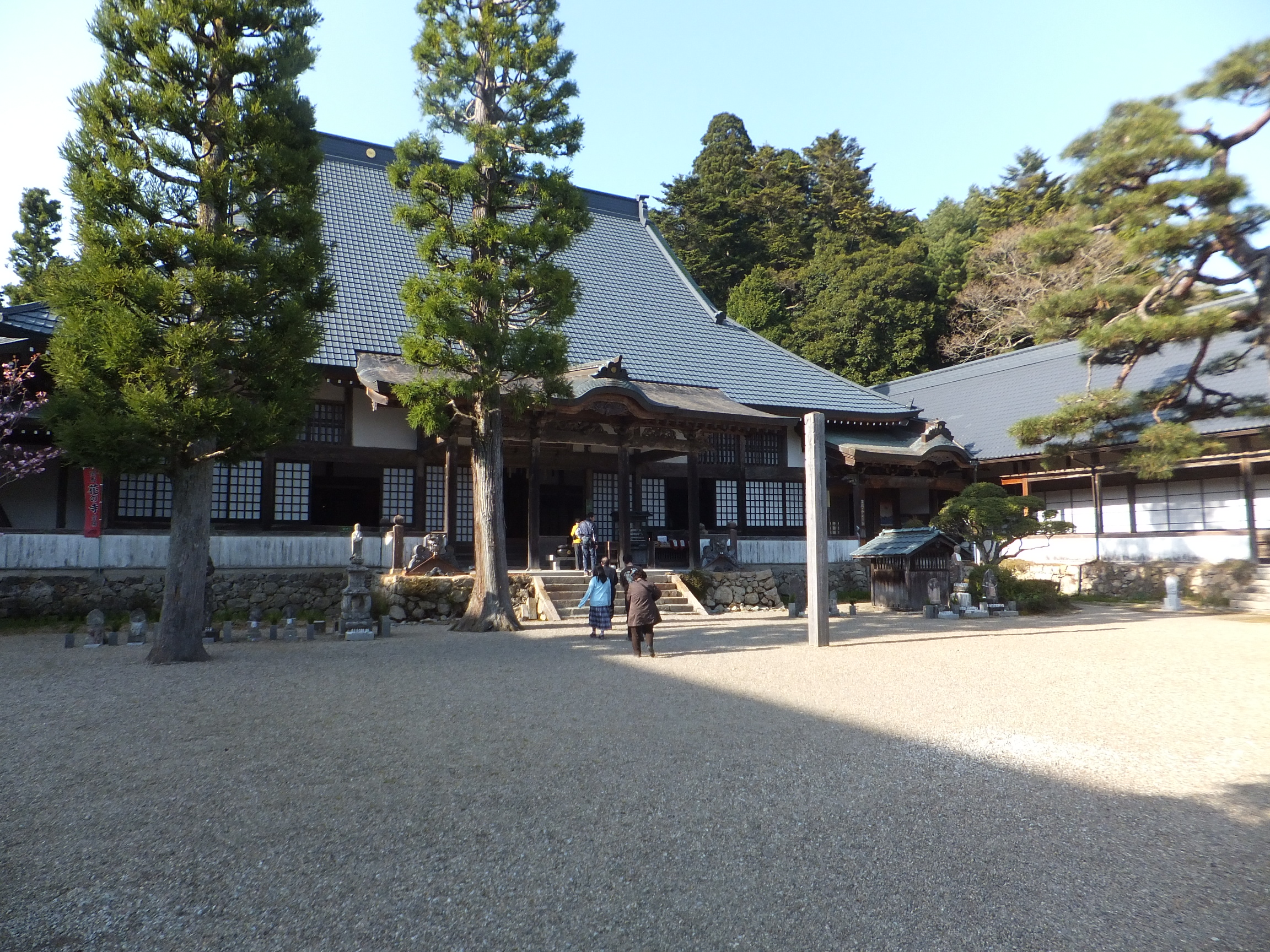
永澤寺

- 花山院菩提寺
- 三田城（日语：三田城）遺跡（三田陣屋跡）
- 下田中城（日语：下田中城）遺跡
- 虚空藏山 (兵庫縣)（日语：虚空蔵山 (兵庫県)）
- 高賣布神社（日语：高売布神社）
- 御靈神社（日语：御霊神社 (三田市)）
- 永澤寺（日语：永沢寺）

## 教育

### 大學
- 關西學院大學（神戶三田校區）
- 凑川短期大学

## 本地出身之名人
- 九鬼隆一（日语：九鬼隆一）：明治時期的政治人物，曾任貴族院議員、帝國博物館總長
- 坂井秀至：圍棋棋士

## 姊妹、友好城市
日本
- 鳥羽市（三重縣）

海外
- 藍山市（澳大利亞新南威爾士州）
- 基帝塔什縣（美國华盛顿州）
- 濟州市（韓國濟州特別自治道）

## 外部連結
- （日語） 三田市的Facebook專頁
- （日語） 三田物語（页面存档备份，存于）